# Лео Мол
Ле́о Мол (англ. Leo Mol; справжнє ім'я Леоні́д Григо́рович Молодожа́нин, 2 (15) січня 1915, місто Полонне, нині Полонський район, Хмельницька область, Україна — 4 липня 2009, Вінніпег, Канада) — канадський скульптор українського походження, живописець. Академік Королівської Канадської Академії мистецтв. З 1948 мешкав у місті Вінніпег, Канада.

## Життєпис

### Дитинство та навчання
Народився в гончарській сім'ї Григорія та Ольги Молодожанинів в м. Полонному. Невдовзі сім'ю було депортовано до Сибіру. Спочатку проживали в селі Мишоловка біля Іркутська, потім переїхали до Красноярська. З одинадцятирічного віку працював удома для батька на гончарському колесі та моделював із глини. В 1929 році родина поселилася в станиці Прохладна Кабардино-Балкарської автономної республіки, згодом — у місті Нальчику. Леонід не забажав навчатися в фабрично-заводському училищі, влаштувався художником-декоратором в палаці культури. Був направлений до Ленінграду на навчання на робфаці, але запізнився на вступні іспити, проте вирішив залишитися в Ленінграді. Спочатку навчався у вечірній мистецькій школі-студії, потім був зарахований до підготовчої школи при Академії мистецтв. За два роки (1933—1934) Леонід закінчив повний курс мистецьких предметів і загальноосвітню програму для 9 і 10 класів.

### Художні школи
З 1936 став учнем Матвія Манізера у Ленінградській академії мистецтв, яку закінчив 1941 року. Під час німецької окупації з іншими остарбайтерами Леоніда мали вивезти до Німеччини. За протекцією Ернста Шуле його відправили у майстерню Вільгельма Фраса у Відні. Допомагаючи власникові майстерні, досконаліше вивчив німецьку мову та познайомився з історією світового мистецтва, музики й театру.
Згодом студіював мистецтво в Берлінській академії мистецтв; став асистентом скульптора Фріца Клімша, моделюючи з теракоти та пластиліну. З 1943 вивчав скульптуру в Королівській академії красних мистецтв у Гаазі (Нідерланди).

### Імміграція в Канаду
Одружився 1943 року в Берліні з Маргарет Шолтес, весною 1945 року подружжя подалося до Амстердама, опісля вони перебували в таборі для біженців у монастирі в Ейндговені.
1949 року переселилися до Вінніпега (Манітоба). Там 1992 року в Ассінібойнському парку було відкрито для публіки «Сад скульптур Лео Мола» (англ. Leo Mol Sculpture Garden): серед вінніпезького парку стоять понад 300 його творів.

## Твори
Автор пам'ятників Тарасові Шевченку у Вінніпезі (1961 рік), Вашингтоні (1964), Буенос-Айресі (1971), Санкт-Петербурзі, Оттаві (2011) та Івано-Франківську (2011).. Він також є автором надгробного пам'ятника Іванові Багряному у Новому Ульмі, Німеччина.
29 травня 1988 року у Лондоні місцевою українською громадою з нагоди 1000-ліття хрещення Русі–України встановлений пам'ятник Володимиру Великому роботи скульптора Лео Мола.
Серед його скульптурних шедеврів б'юсти:
- прем'єр-міністра Канади Джона Дифенбейкера;
- президента США Дуайта Ейзенхауера;
- римських пап Павла VI, Івана XXIII, та Івана-Павла II;
- кардиналів Йосипа Сліпого й Тіссерана;
- королеви Великої Британії Єлизавети ІІ та інших.

## Нагороди, пам'ять
1989 року Лео Мола нагородили найвищою державною нагородою Канади — Орденом Канади.
2000 року отримав відзнаку провінції — Орден Манітоби.
У 2001 році Лео Мол був відзначений державною нагородою України — орденом «За заслуги» ІІ ступеня.
У 2002 його скульптура «Лісоруби» (англ. Lumberjacks) з'явилась на канадській поштовій марці номіналом 48 центів
Серед інших відзнак Лео Мола: почесні докторати від Вінніпезького, Манітобського та Альбертського університетів.
Постановою № 184-VIII Верховної Ради України від 11 лютого 2015 року 100 років з дня народження було відзначене на державному рівні.
Вулиця Лео Мола у місті Полонне Хмельницької області.

## Роботи

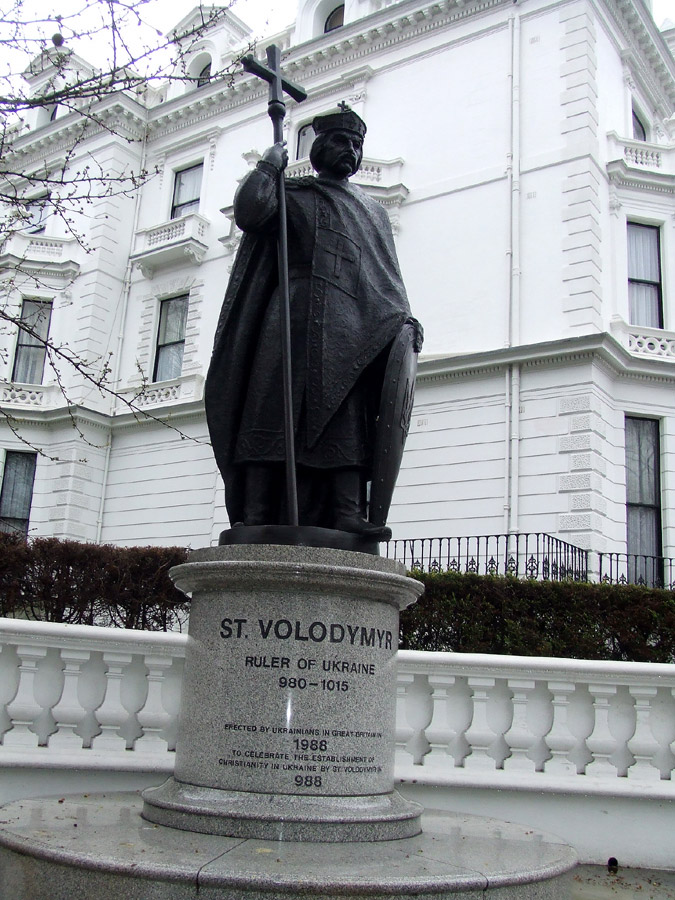
Пам'ятник Володимиру Великому (Лондон)
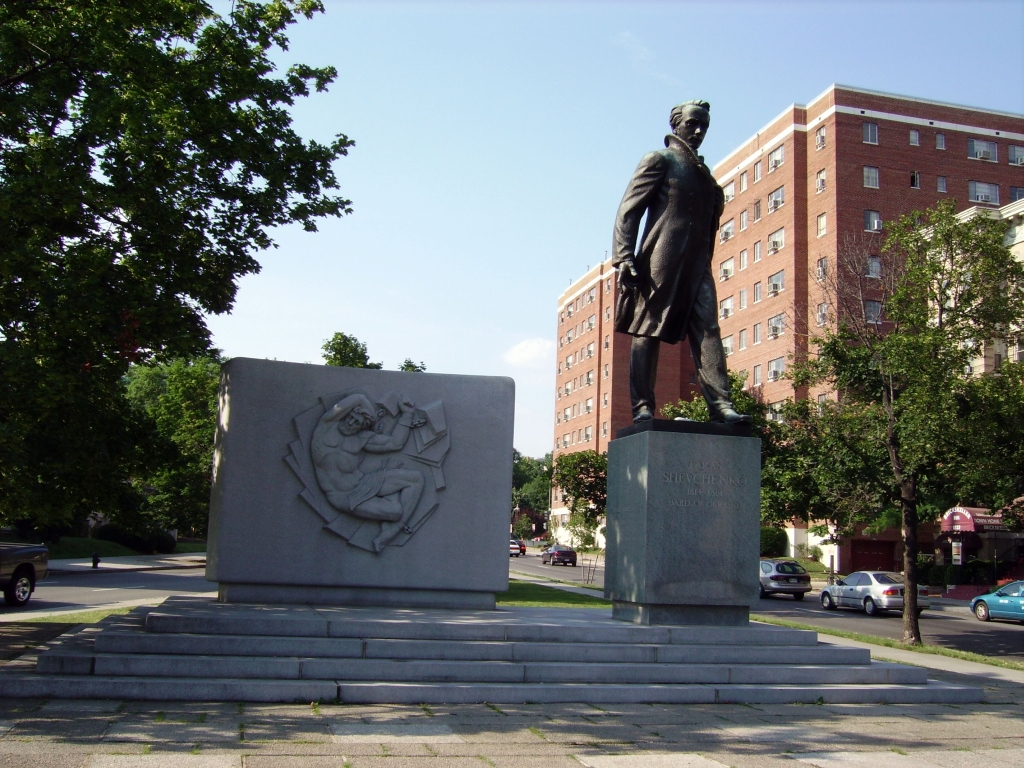
Пам'ятник Тарасові Шевченку у Вашингтоні, США
Пам'ятник Тарасові Шевченку в Івано-Франківську
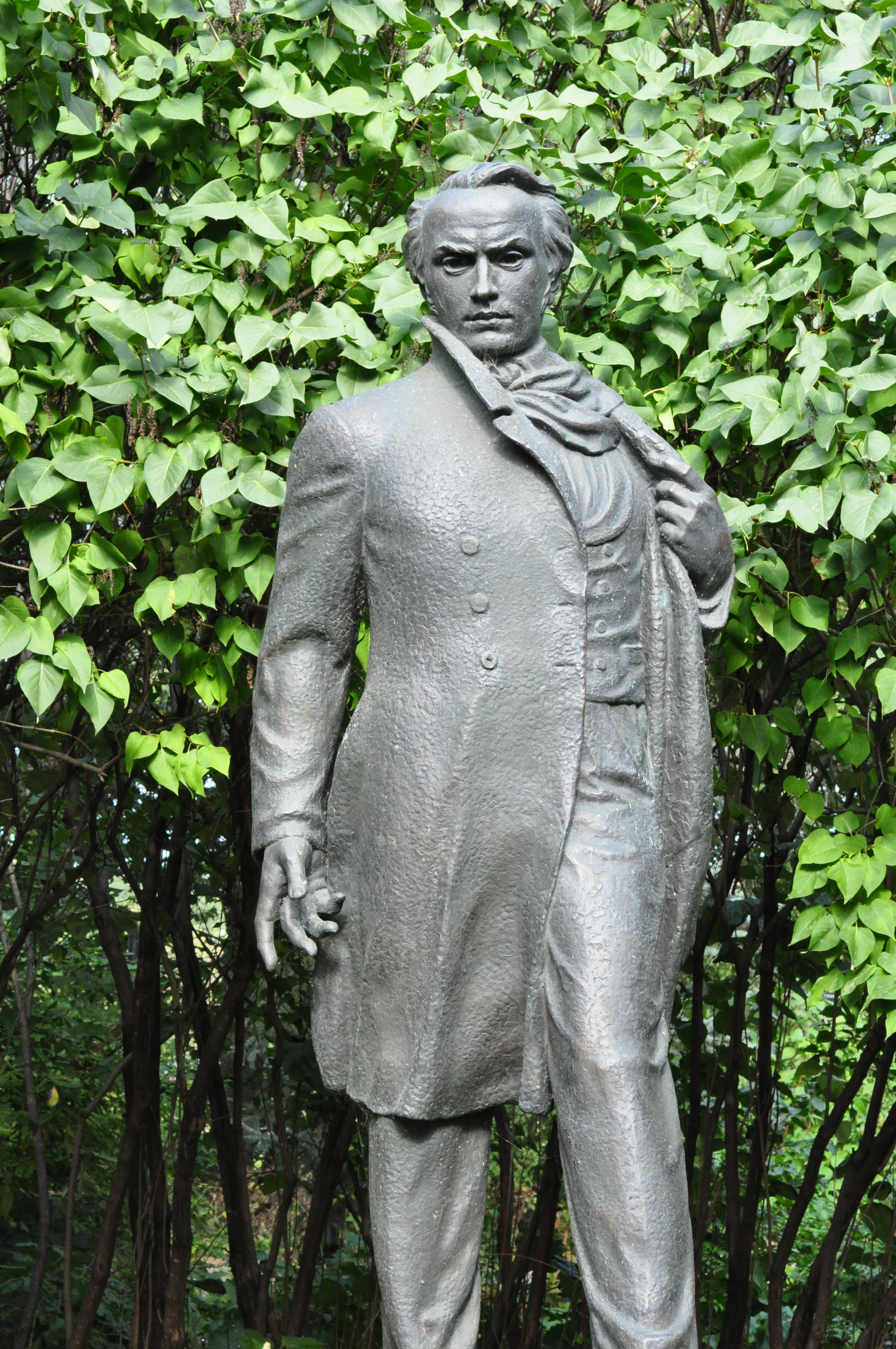
Пам'ятник Тарасові Шевченку у Вінніпезі, Канада
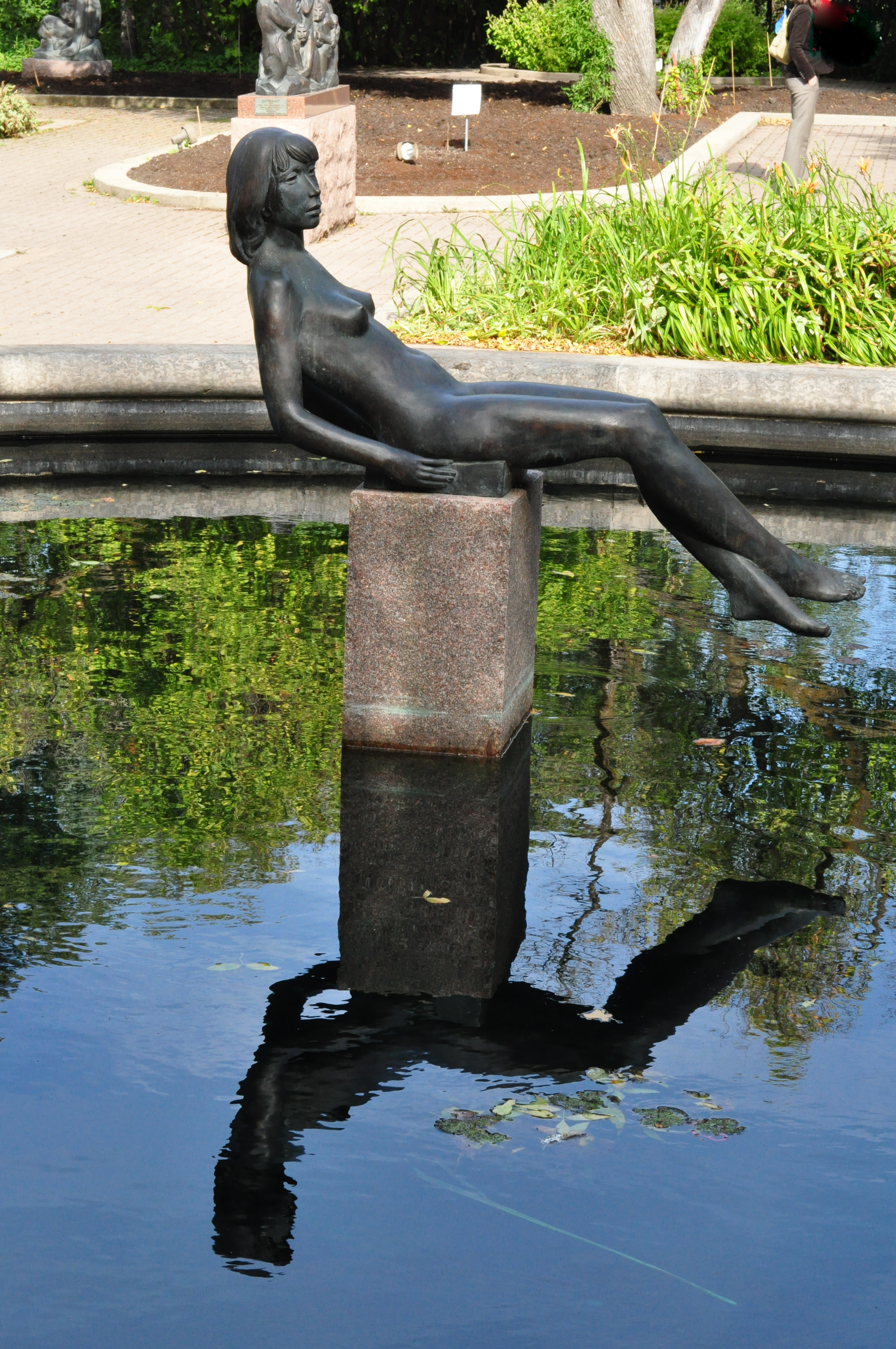
Вінніпег
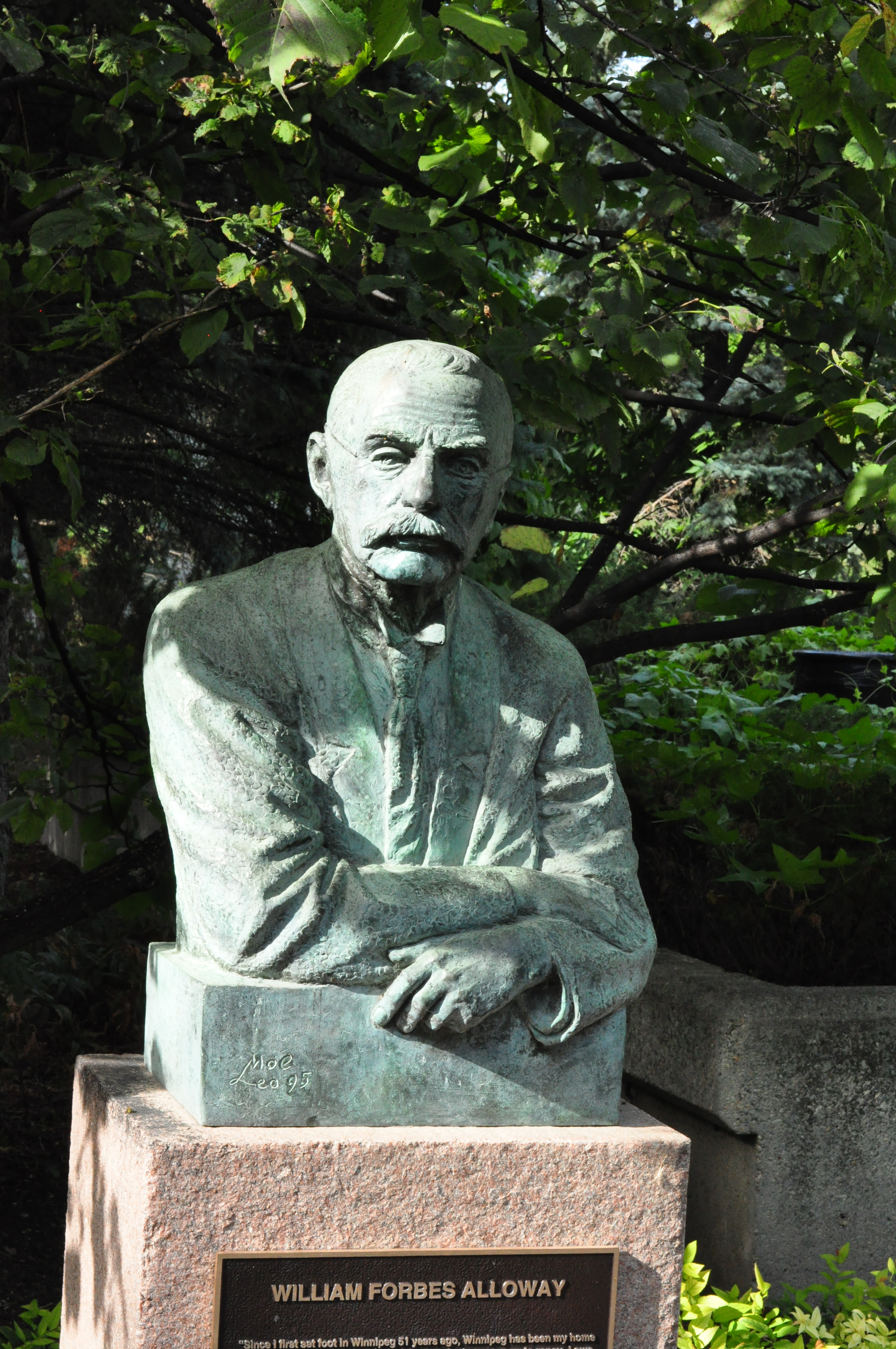
Вінніпег
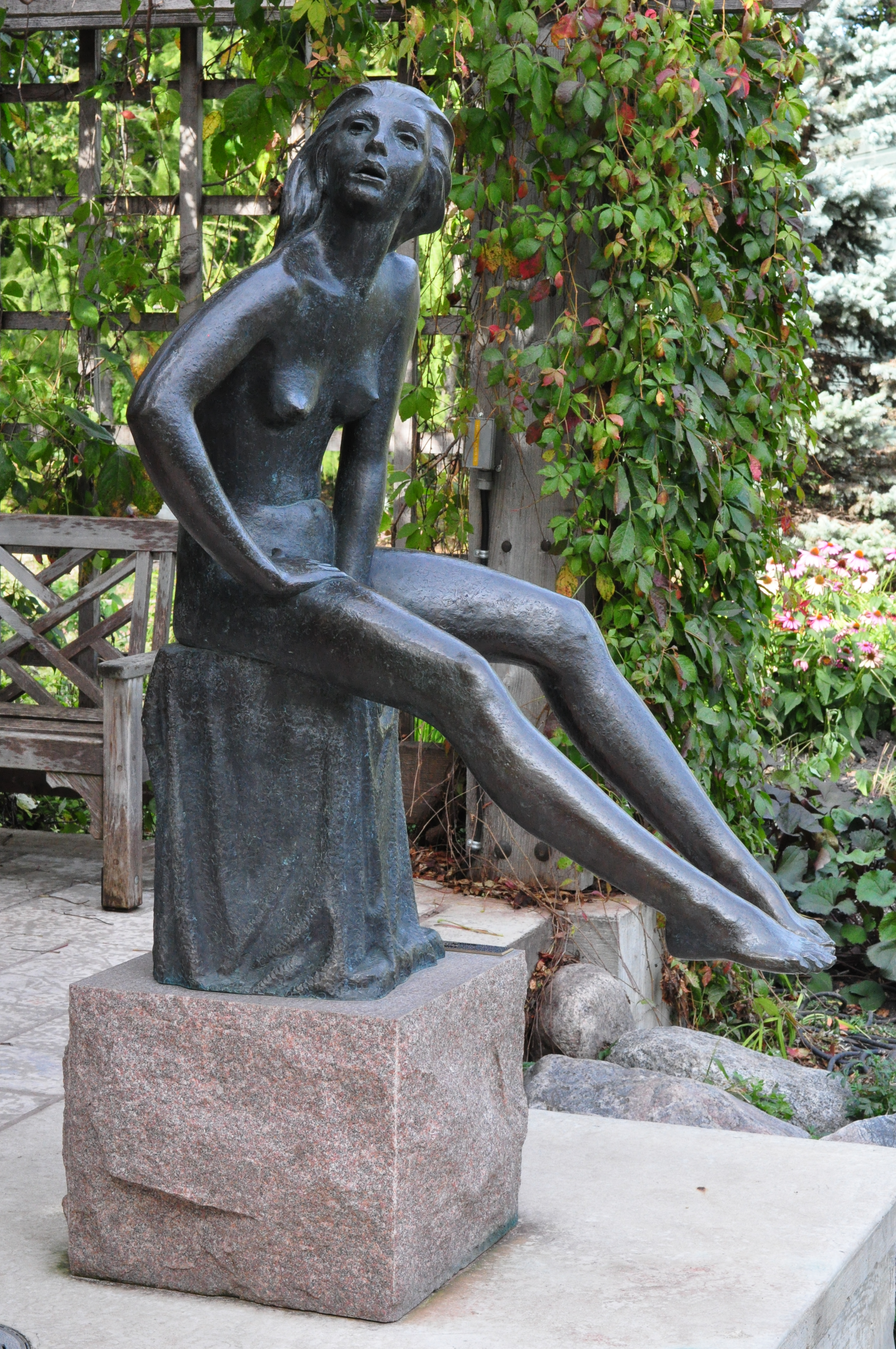
Вінніпег
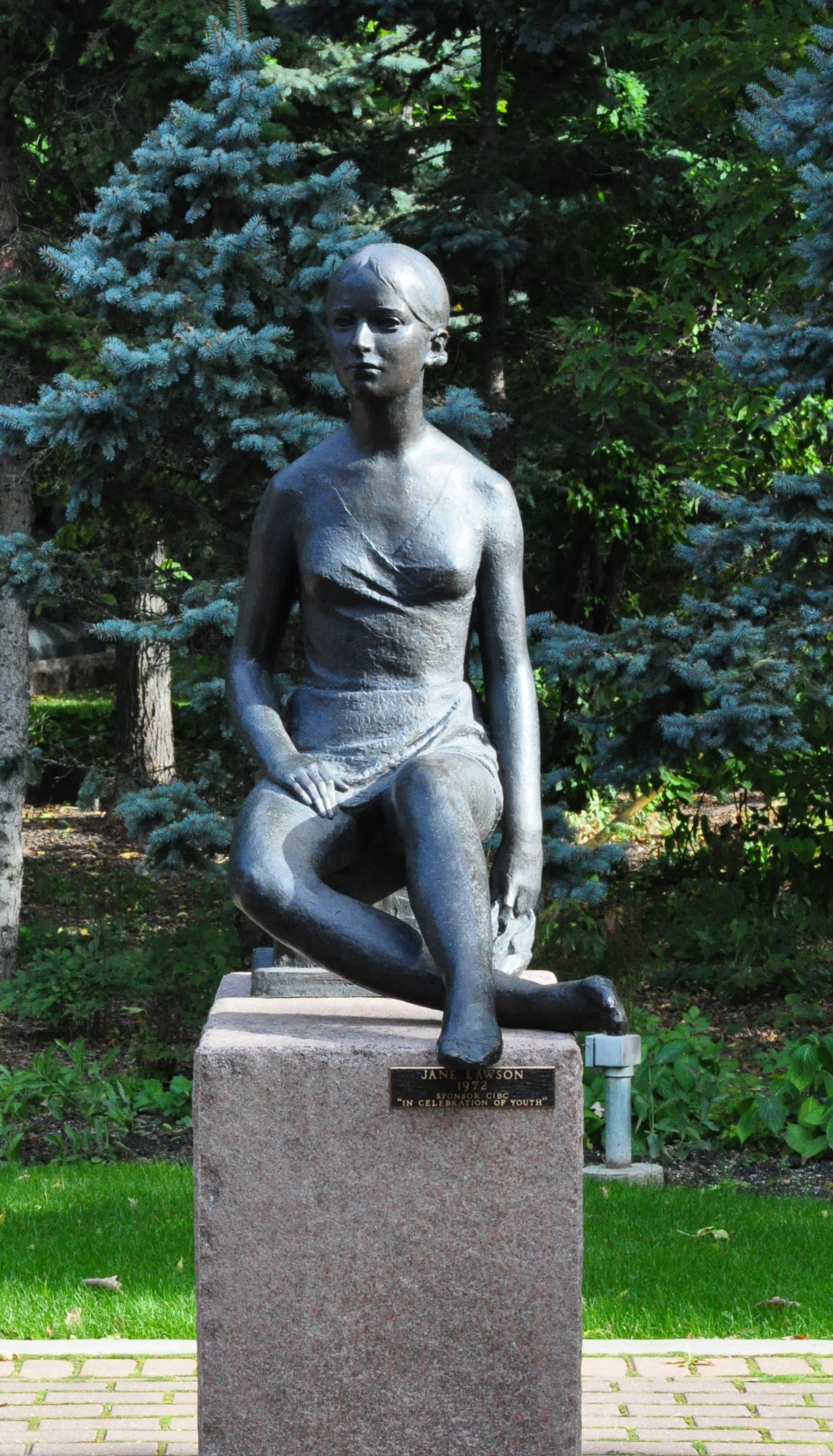
Вінніпег
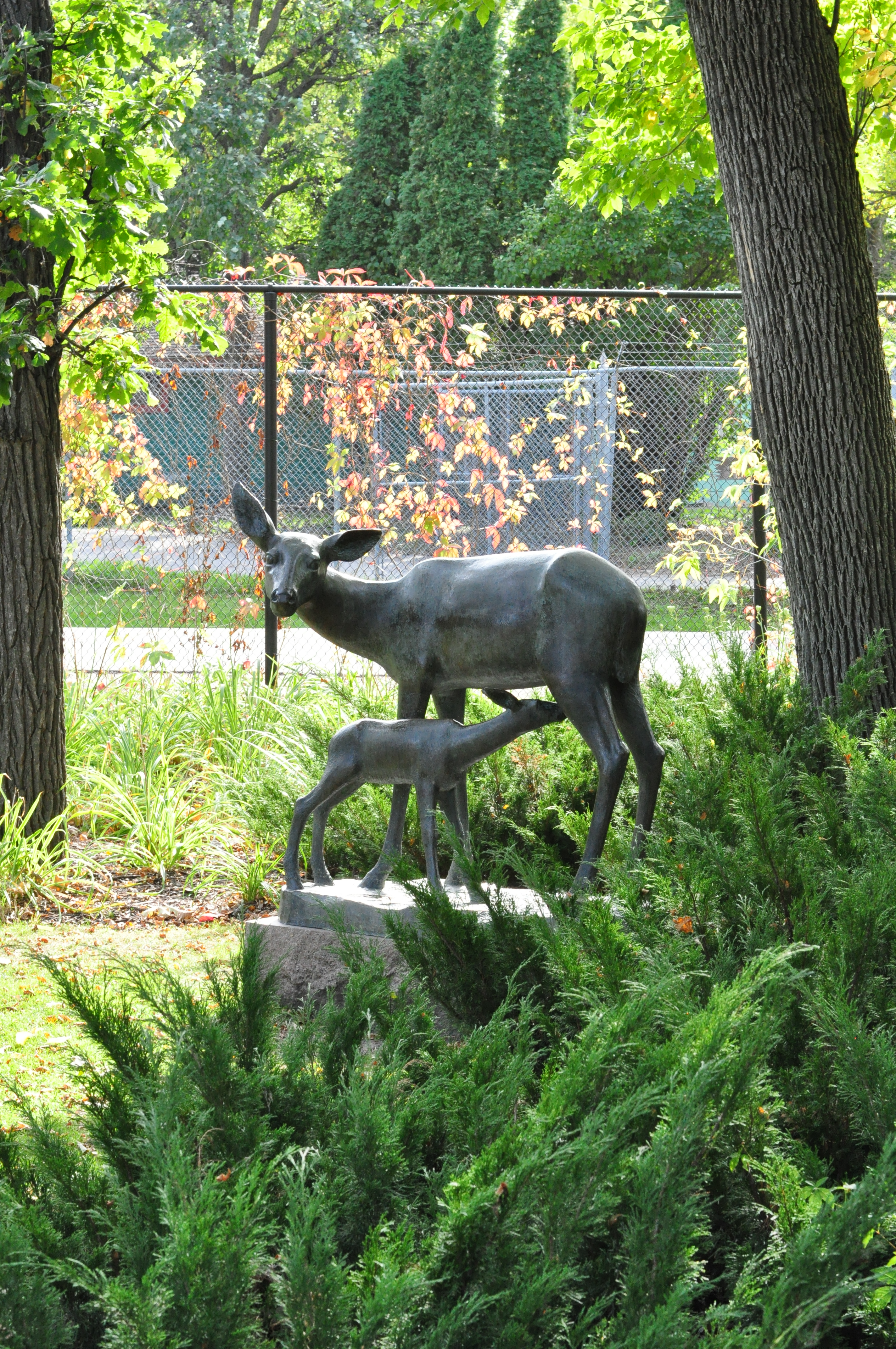
Вінніпег
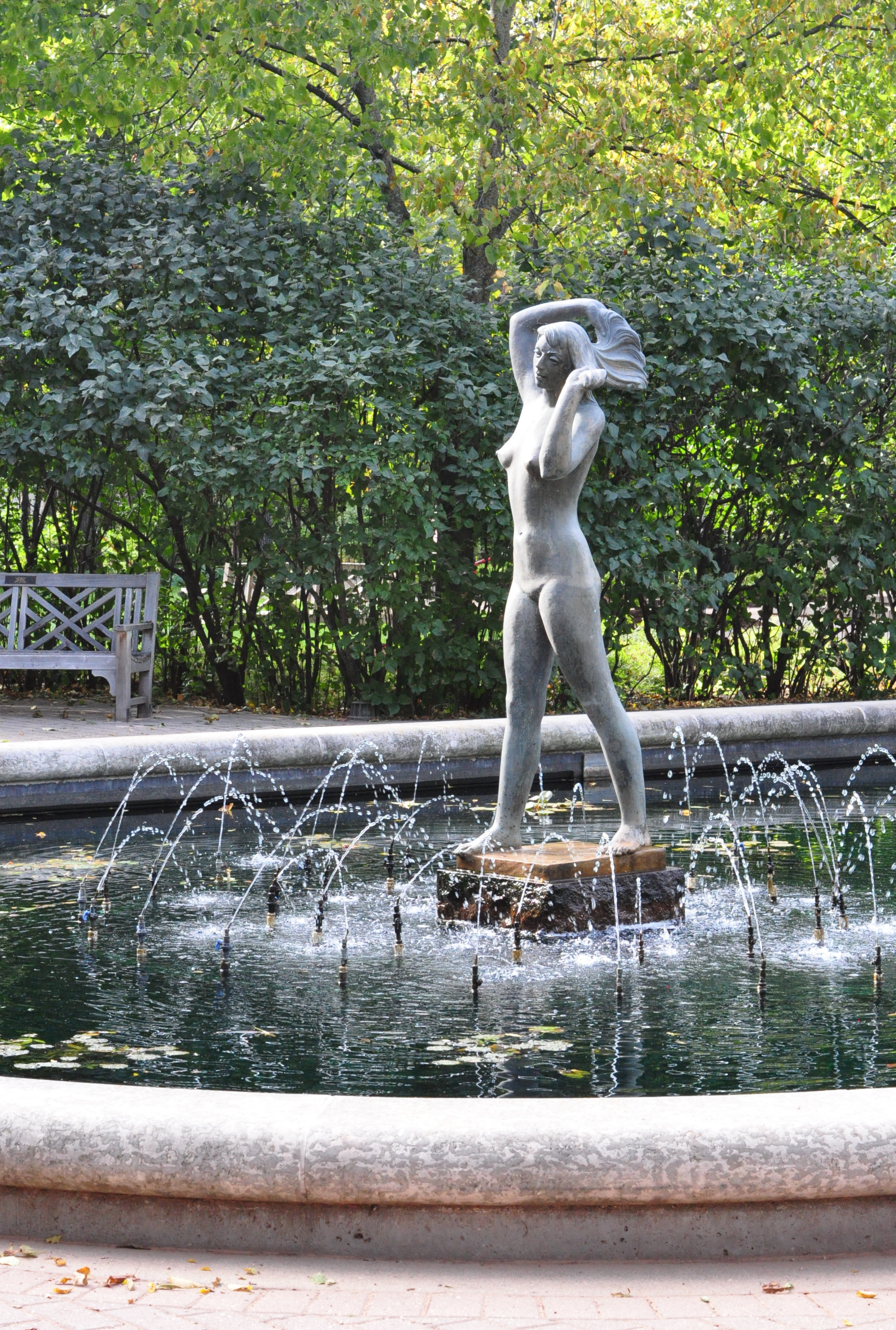
Вінніпег
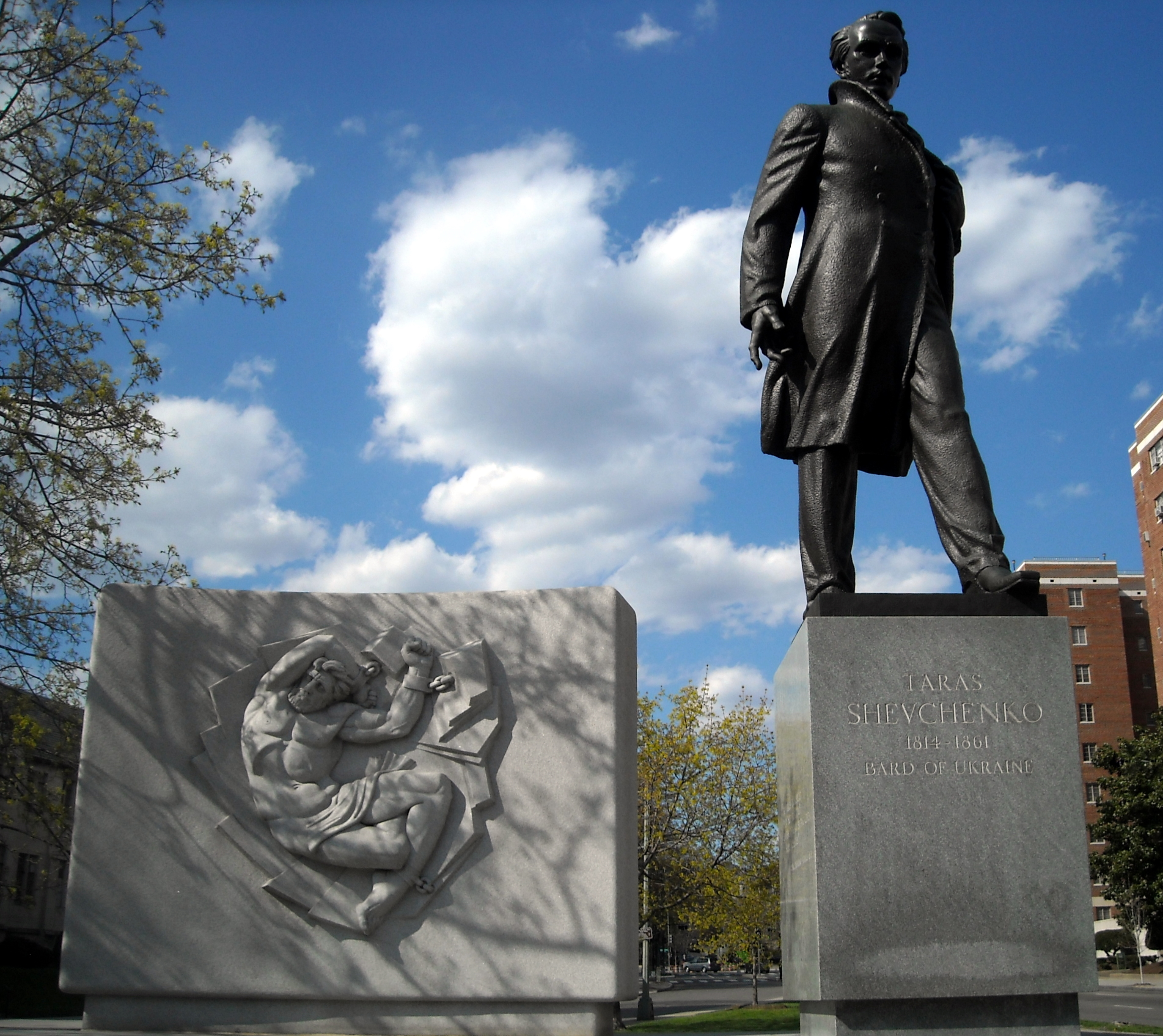
Вашингтон
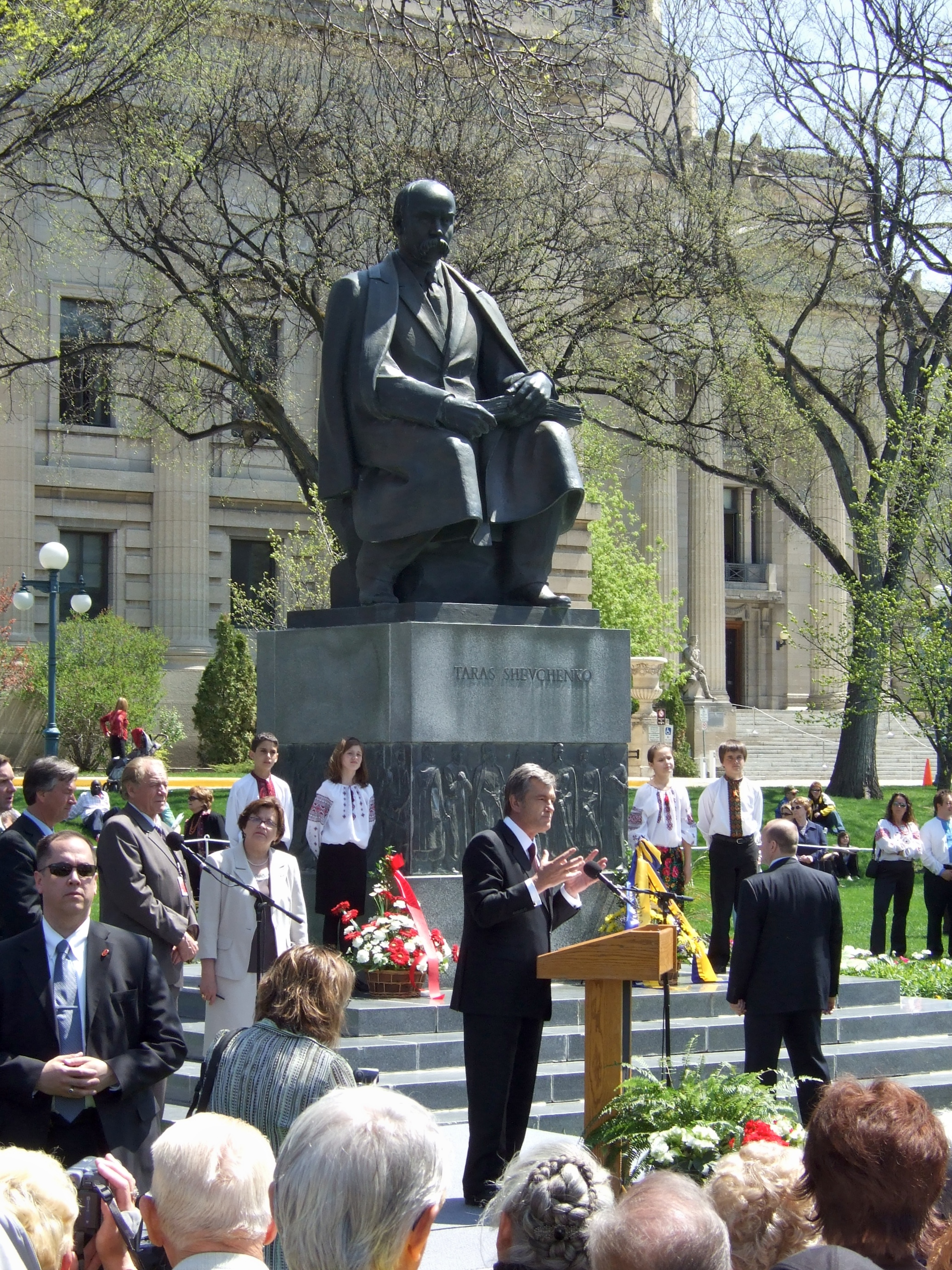
Вінніпег
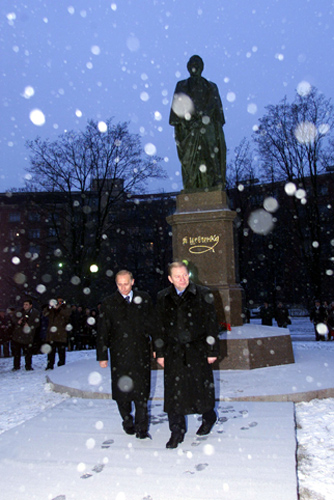
Санкт-Петербург

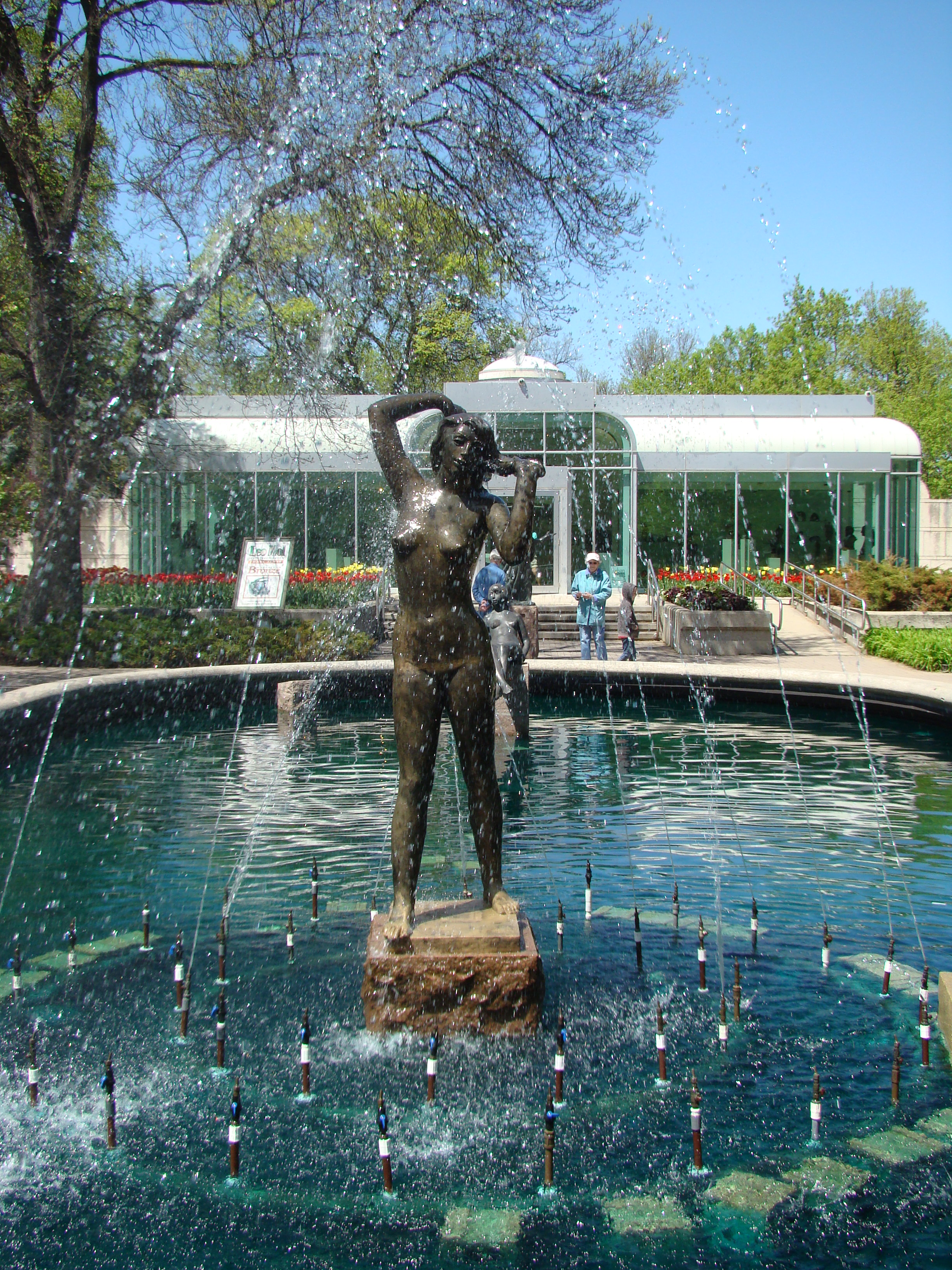
Leo Mol Sculpture Garden in Assiniboine Park Winnipeg
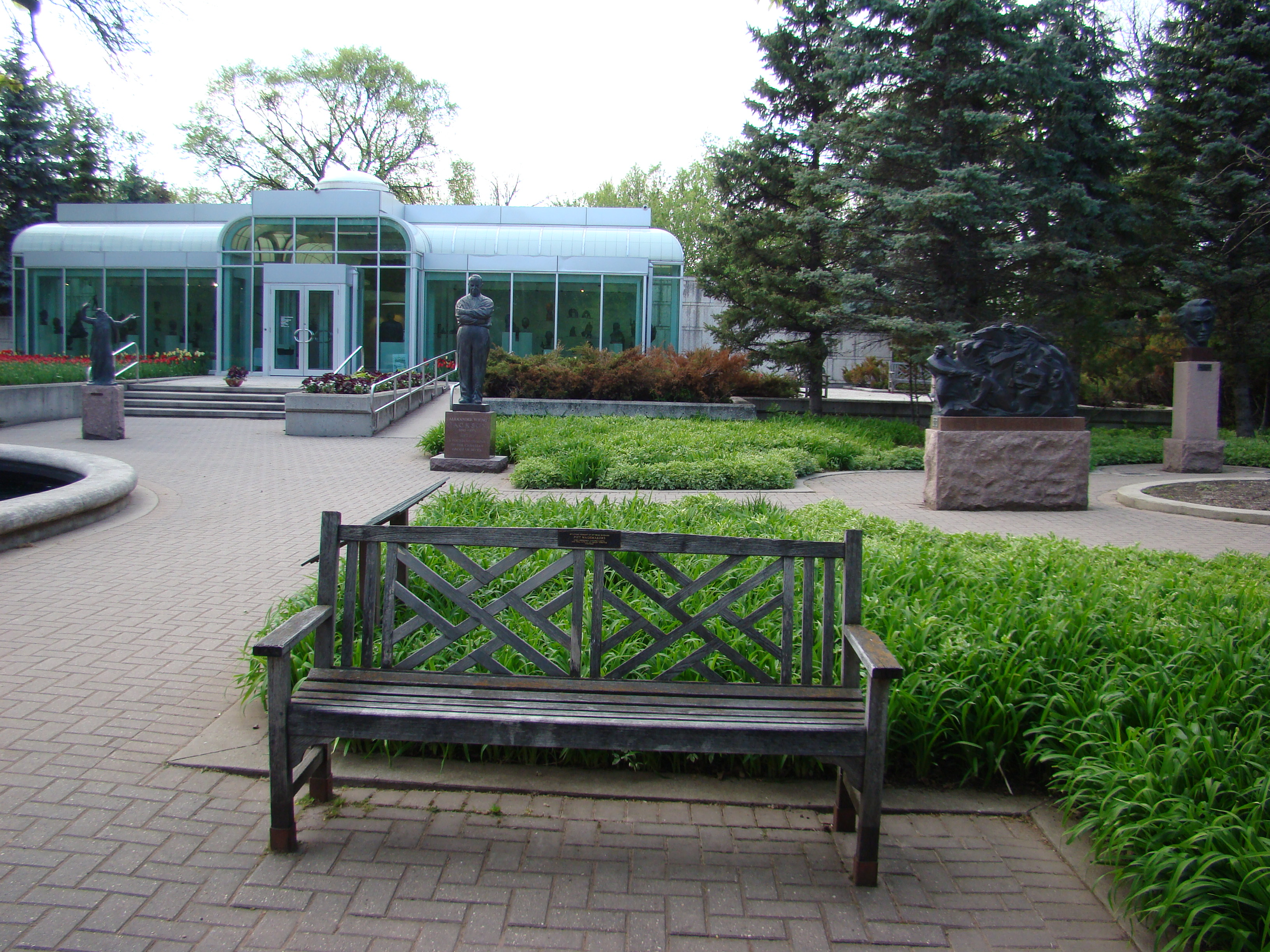
Leo Mol Sculpture Garden in Assiniboine Park Winnipeg
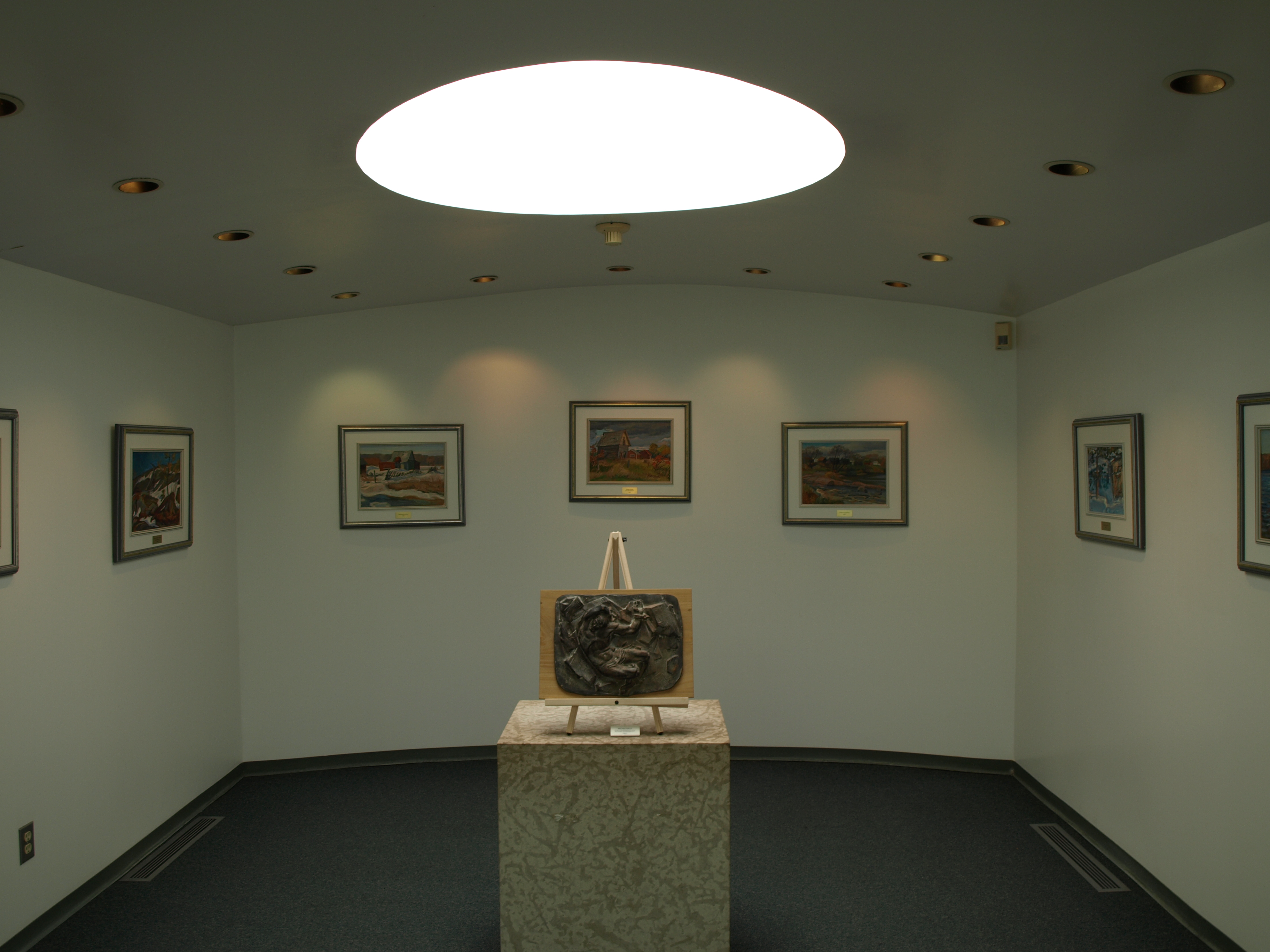
Leo Mol Sculpture Garden in Assiniboine Park Winnipeg
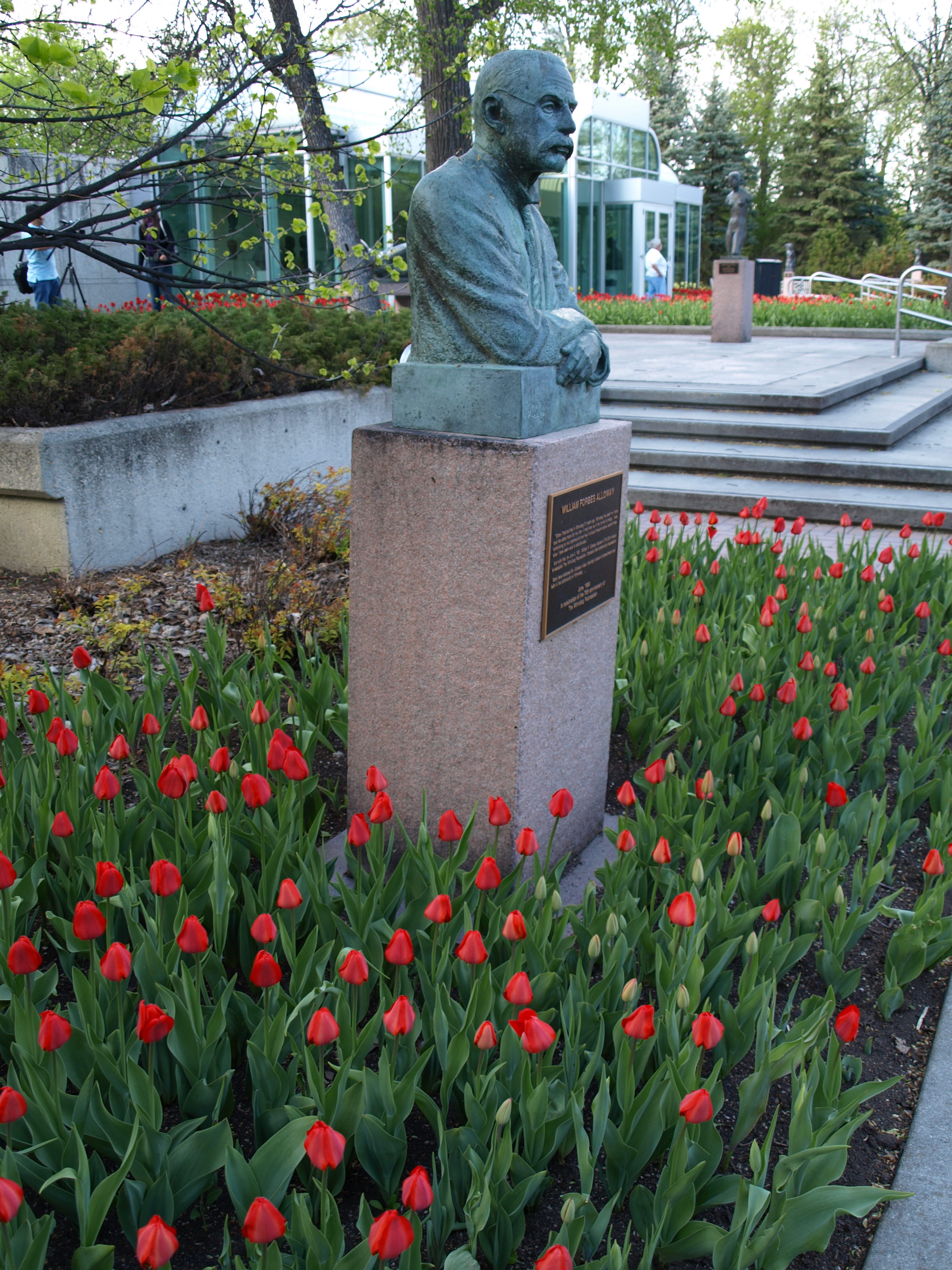
The bust of William Forbes Alloway, Leo Mol Sculpture Garden in Assiniboine Park Winnipeg
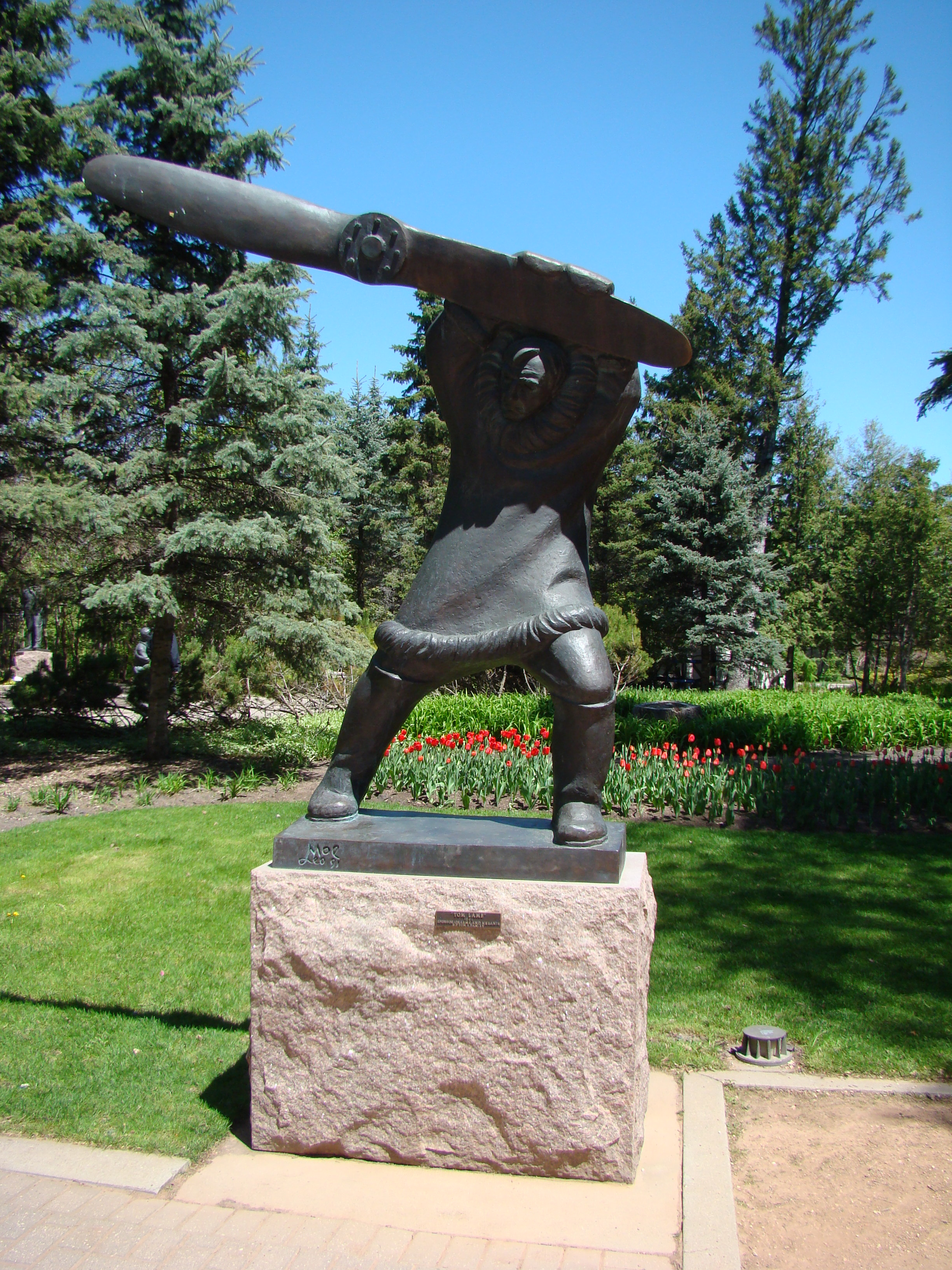
Leo Mol Sculpture Garden in Assiniboine Park Winnipeg
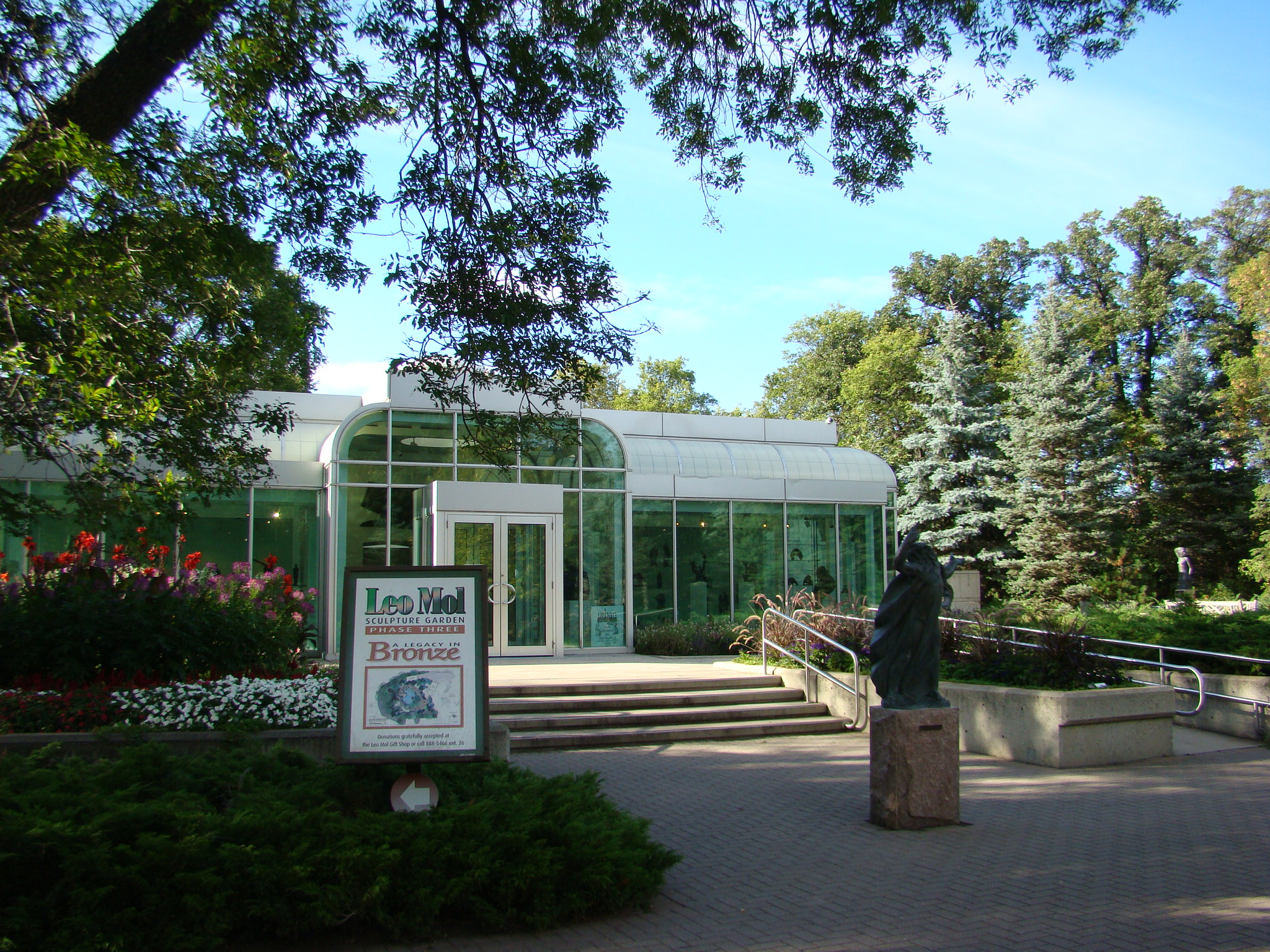
Leo Mol Sculpture Garden in Assiniboine Park Winnipeg
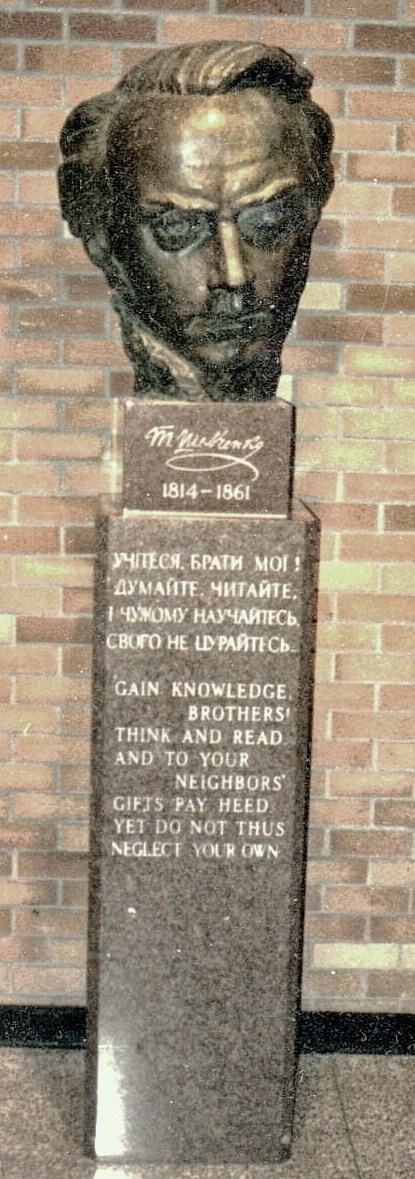
Leo Mol's bust of Taras Shevchenko at Shevchenko School - Vita, Manitoba
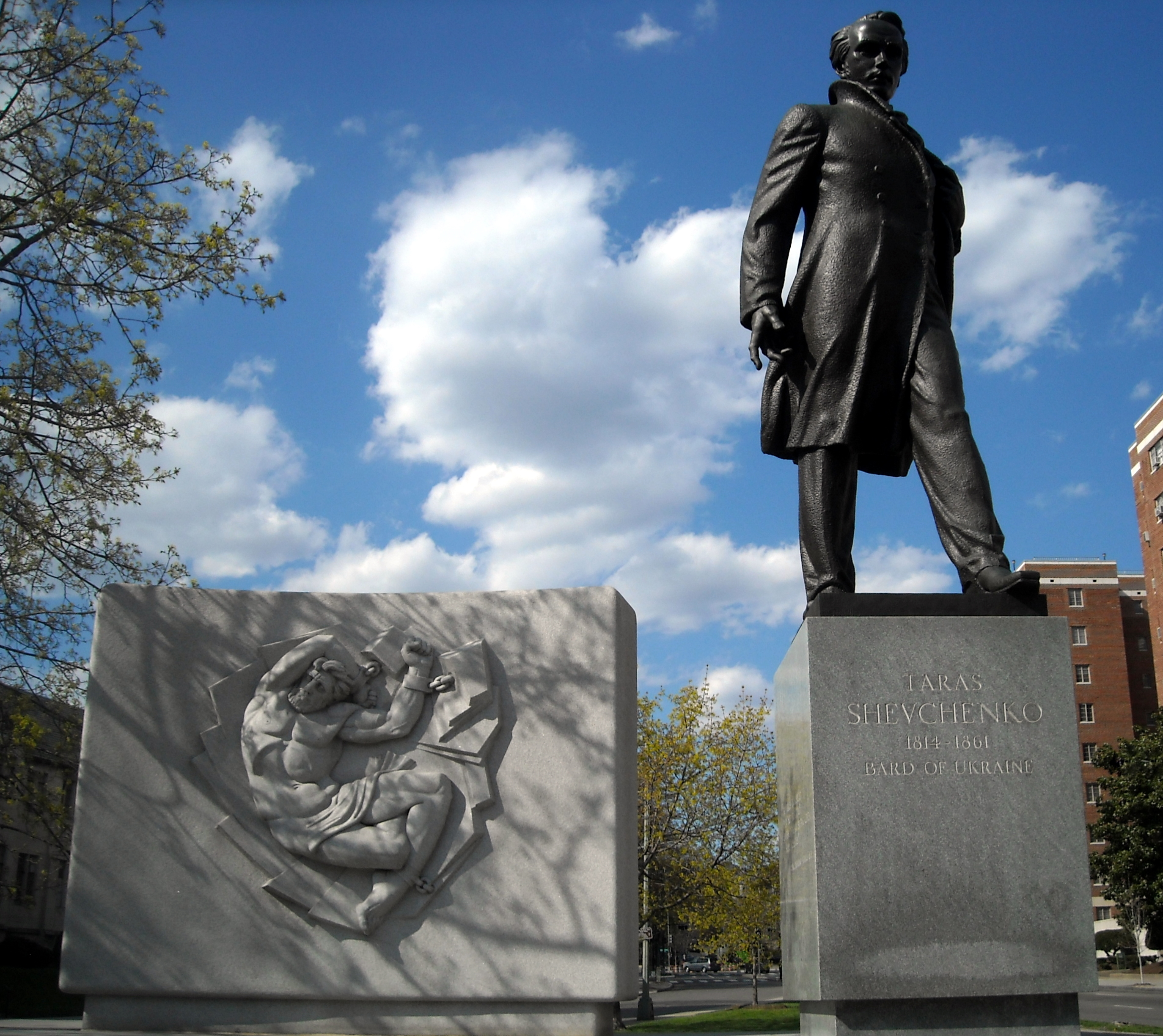
Taras Shevchenko Memorial in Washington, D.C.
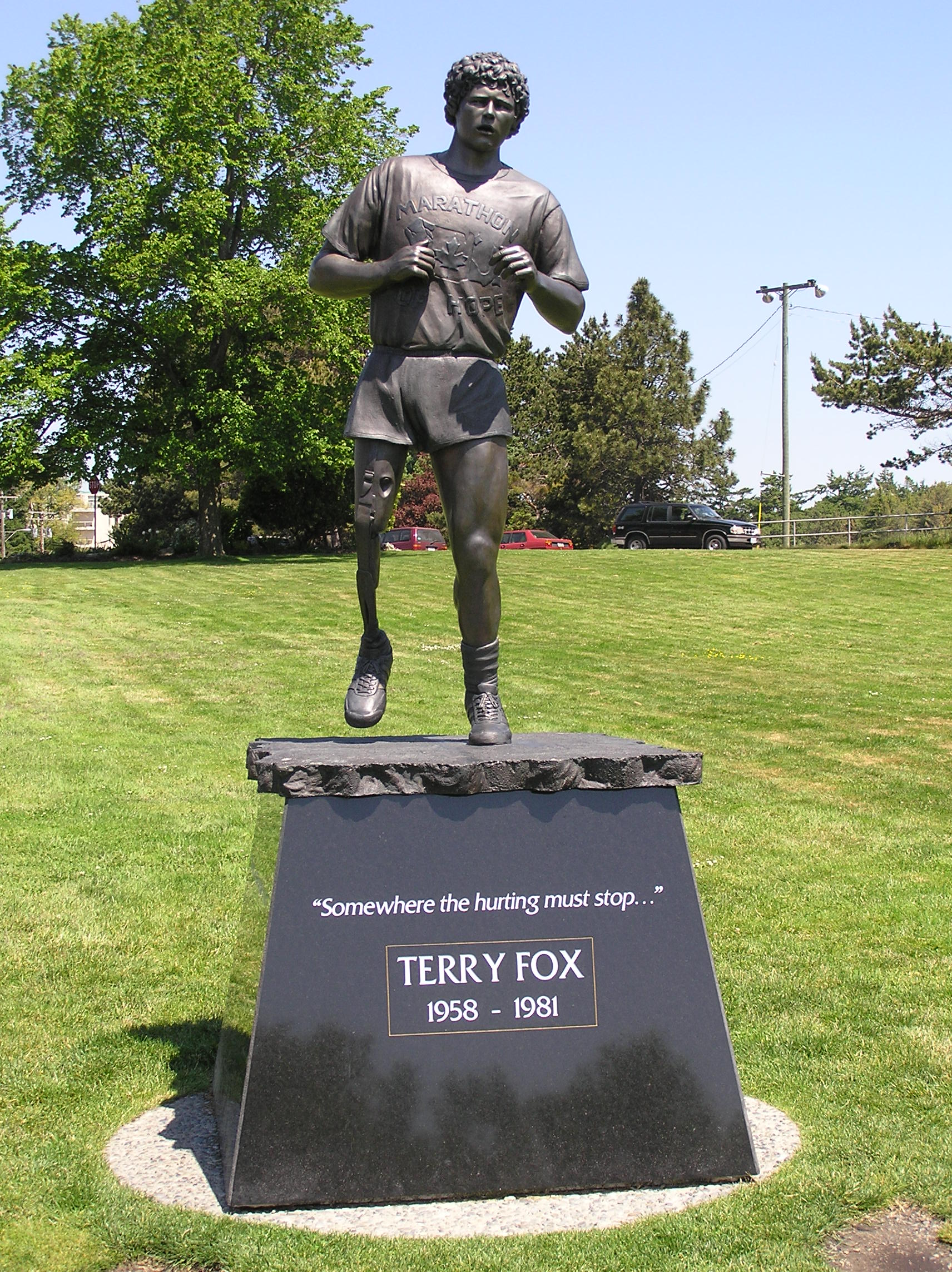
Leo Mol's statue of Terry Fox in Beacon Hill Park, Victoria, British Columbia engraved with "Somewhere the hurting must stop..."
Leo Mol's Taras Shevchenko Memorial, Palermo, Buenos Aires
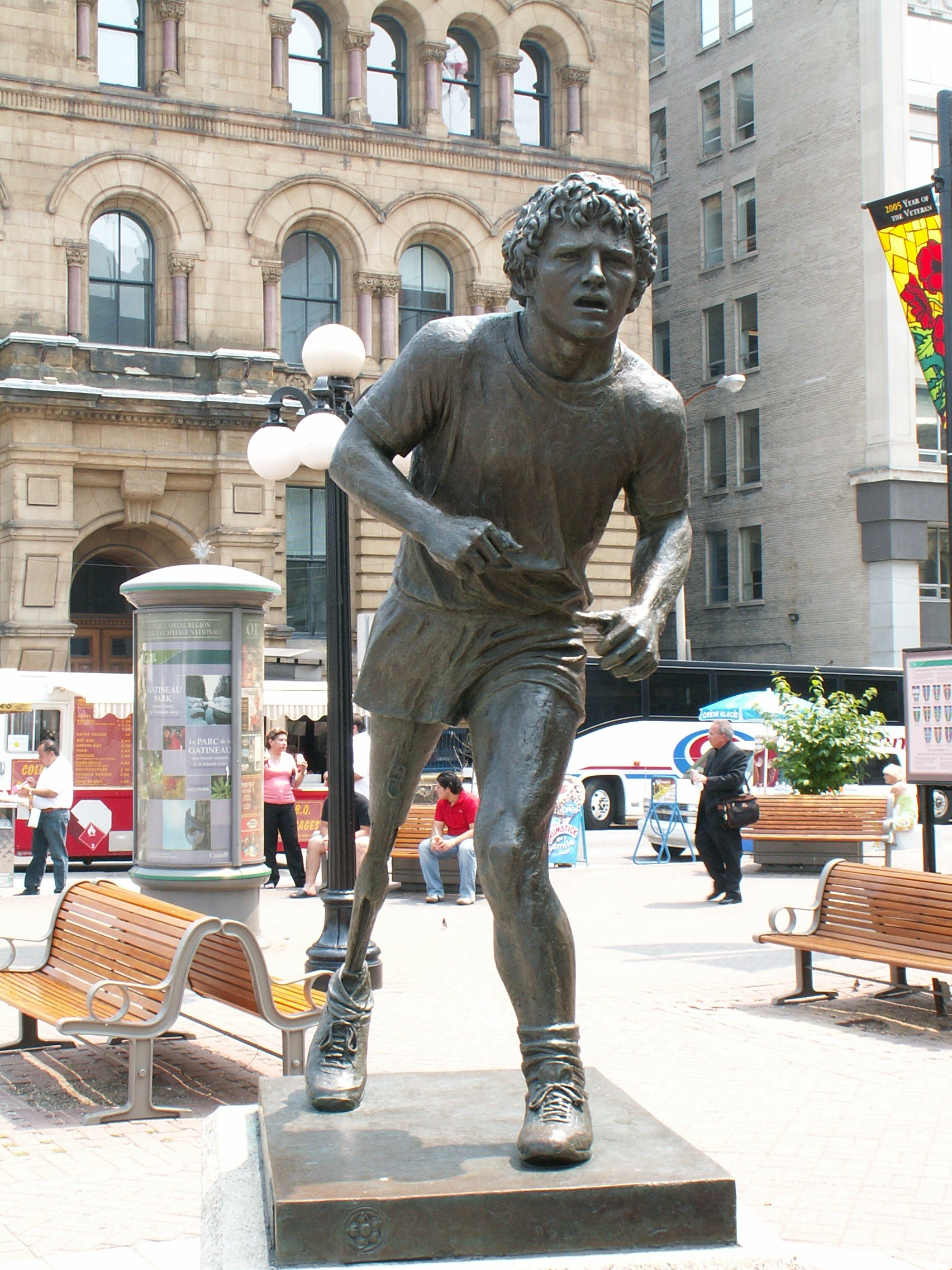
Leo Mol's statue of Terry Fox in Ottawa
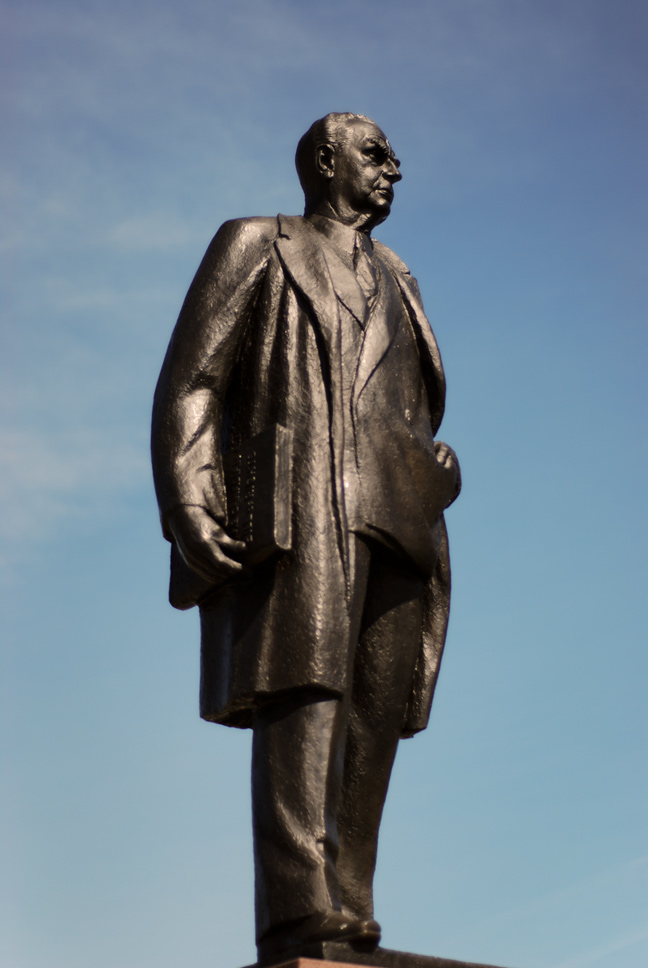
Leo Mol's Statue of John Diefenbaker on Parliament Hill, Ottawa Canada. He is depicted wearing an overcoat over a suit. He carries the Bill of Rights under his arm.
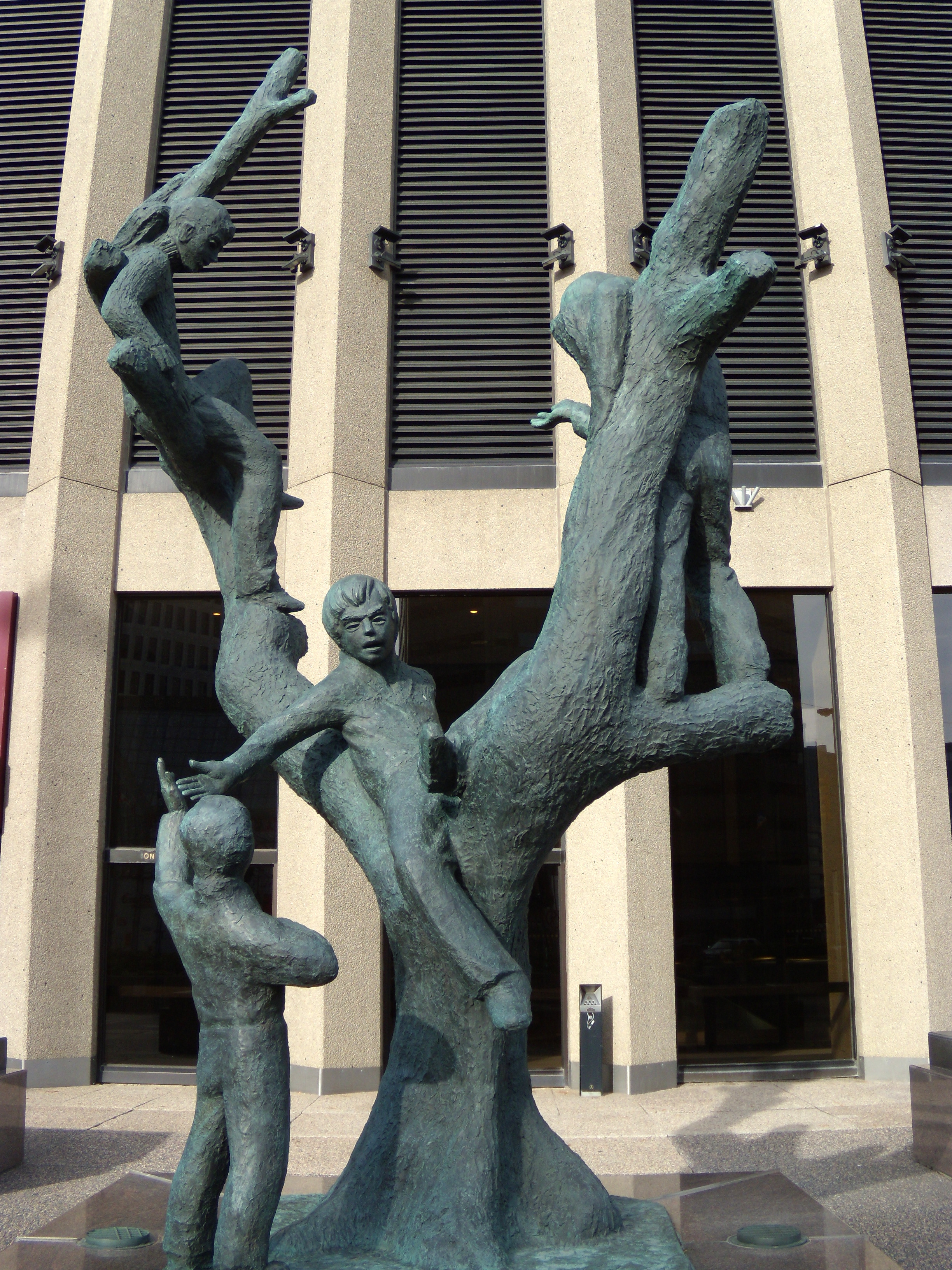
Tree Children sculpture in Winnipeg, Manitoba
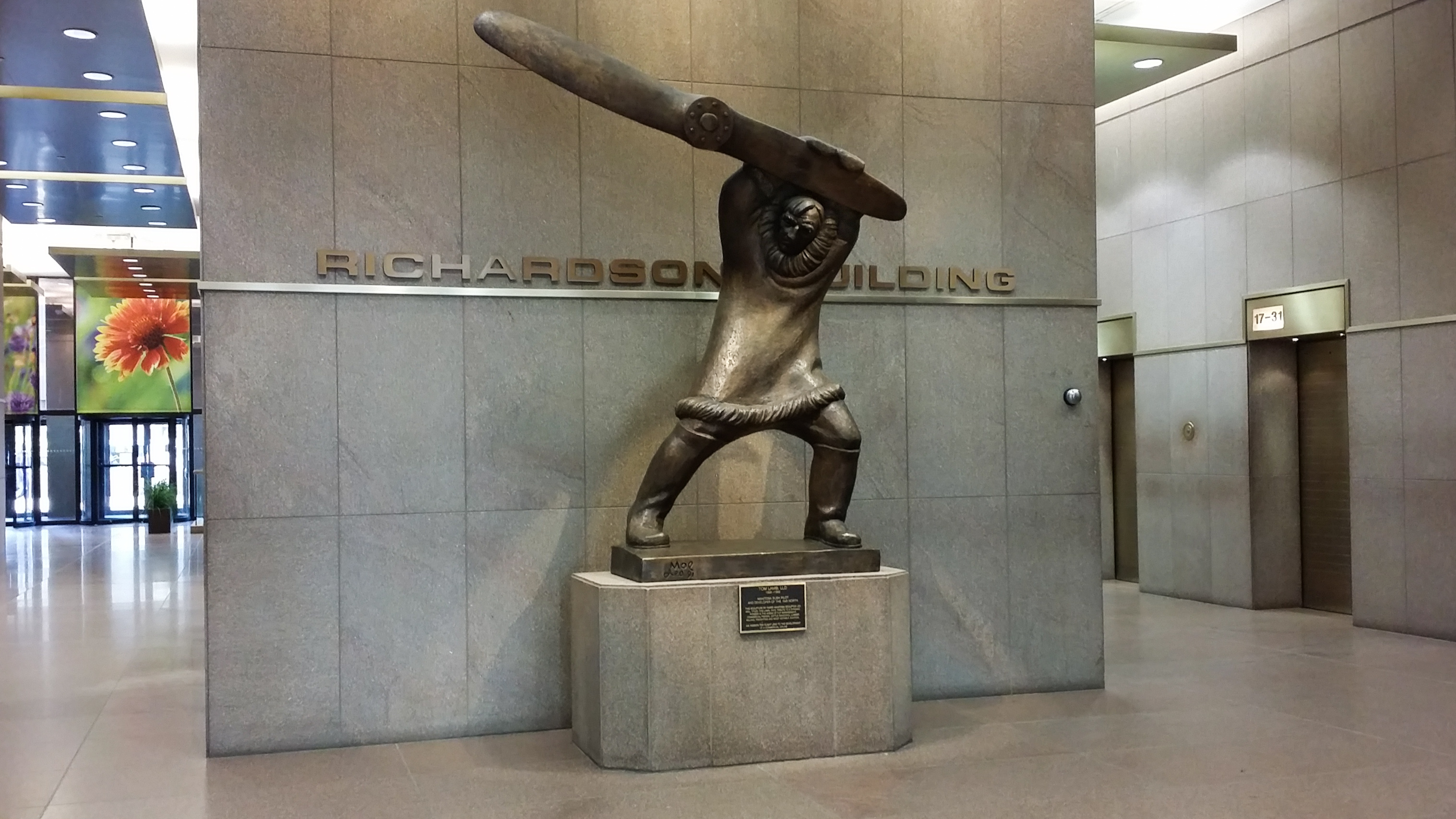
Tom Lamb, LLD in the Richardson Building lobby in Winnipeg, Manitoba